# José Antonio Ardanza

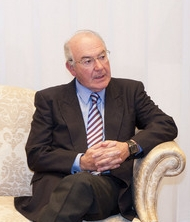
José Antonio Ardanza (2011)

José Antonio Ardanza Garro (* 10. Juni 1941 in Elorrio, Provinz Bizkaia im spanischen Baskenland; † 8. April 2024 in Kanala, Gemeinde Sukarrieta, Provinz Bizkaia) war ein spanischer Politiker. Ardanza war von 1985 bis 1999 Ministerpräsident der autonomen Region Baskenland (Lehendakari). Er gehörte zum gemäßigten Flügel der baskisch-nationalistischen Partei EAJ/PNV.

## Leben
José Antonio Ardanza absolvierte seine ersten Studien am Priesterseminar in Derio. Später schloss er ein Jurastudium an der Universidad de Deusto ab. Seine politische Karriere begann er 1979 als Bürgermeister von Mondragón, 1983 wurde er Präsident des Provinzparlaments von Gipuzkoa. 1985 trat er die Nachfolge des damaligen baskischen Ministerpräsidenten Carlos Garaikoetxea an, nachdem dieser aufgrund von parteiinternen Streitigkeiten abgesetzt worden war. 
Während seiner Amtszeit als Lehendakari baute Ardanza die baskische Autonomie aus, koalierte mehrere Male mit der PSE-PSOE und konnte des Weiteren mit den Abkommen von Ajuria Enea im Januar 1988 einen Pakt aller baskischen Parteien außer Herri Batasuna gegen den ETA-Terrorismus erreichen. Der Konflikt sollte damit zu einer politischen Lösung gelangen. 1998 rief er in einem Friedensplan, als „Plan Ardanza“ bekannt, zum Ende der Gewalt und zum „Dialog ohne Grenzen“ auf, der alle politischen Kräfte des Baskenlandes – einschließlich Herri Batasuna– einbeziehen sollte. Auch wenn sich PP und PSOE nicht beteiligen wollten, gelang es auf Initiative des Eusko Alderdi Jeltzalea-Partido Nacionalista Vasco, am 12. September 1998 den Pakt von Estella (auch Pakt von Lizarra genannt) zu unterzeichnen, der sich das Karfreitagsabkommen in Nordirland zum Vorbild nahm.
1999 wurde Juan José Ibarretxe zu Ardanzas Nachfolger. Nach dem Ende seiner politischen Karriere 1999 war er Präsident des Telekommunikationsunternehmens Euskaltel. 2011 gab er die Tätigkeit auf. Bereits 2010 hatte er seine Memoiren unter dem Titel Pasión por Euskadi (Leidenschaft für das Baskenland) veröffentlicht. Am 8. April 2024 erlag er im Alter von 82 Jahren einem Krebsleiden.